# Tsutomu Nishino
Tsutomu Nishino (西野 努 Nishino Tsutomu?), född 13 mars 1971 i Nara prefektur, är en japansk före detta fotbollsspelare.
Nishino började sin karriär 1993 i Urawa Reds. Han avslutade karriären 2001.